# John C. Calhoun (U-Boot)
Die John C. Calhoun, auch USS John C. Calhoun (Kennung: SSBN-630), war ein atomgetriebenes U-Boot mit ballistischen Raketen der Lafayette-Klasse (James-Madison-Gruppe) der United States Navy, das von 1964 bis 1994 in Dienst stand. Sie wurde nach dem US-amerikanischen Politiker John C. Calhoun benannt.

## Geschichte
1961 wurde Newport News Shipbuilding der Auftrag über den Bau der Calhoun gegeben, Mitte 1962 wurde das U-Boot auf Kiel gelegt, nach einem Jahr lief das U-Boot vom Stapel. Im September 1964 wurde die Calhoun bei der United States Navy in Dienst gestellt.
Nach Erprobungsfahrten führte die Calhoun 1965 ihre erste Patrouille zur Abschreckung durch. Zu Beginn trug das Boot die UGM-27C Polaris A3, um 1980 wurde der Abschusskomplex aber modifiziert, um die modernere UGM-93A Trident I C4 abfeuern zu können.
Am 28. März 1994 wurde die Calhoun außer Dienst gestellt und aus dem Schiffsregister gestrichen. Bis zum 18. November 1994 wurde das Boot im Rahmen des Ship-Submarine Recycling Program in der Puget Sound Naval Shipyard abgewrackt.